# Дадиља из пакла 2: Краљица смрти
Дадиља из пакла 2: Краљица смрти (енгл. The Babysitter: Killer Queen) амерички је црно-хумористички хорор филм из 2020. године, редитеља и продуцента Макџија, по сценарију који је написао са Деном Лаганом, Бредом Морисом и Џимијем Ворденом. Наставак је филма Дадиља из пакла из 2017. године, а главне улоге играју Џуда Луис, Емили Алин Линд, Џена Ортега, Роби Амел, Ендру Бачлор, Лесли Биб, Хана Меј Ли, Бела Торн, Самара Вивинг и Кен Марино. Филм наставља причу о Колу Џонсону, две године након догађаја из првог филма, који мора поново да се бори да би осигурао свој опстанак након што је тајна несахрањена, док га прогоне демонски непријатељи, стари и нови.
Филм је објављен 10. септембра 2020. године на Netflix-у и добио је углавном негативне критике. Трећи филм је у развоју.

## Радња
Две године након што је сатанистички култ који је предводила његова бивша бебиситерка, Би, покушао да га убије, Кол је ученик средње школе. Он не успева да убеди никога, осим своје најбоље пријатељице, Мелани, у Биину по живот опасну заверу; његови родитељи и већина других мисле да је имао психотични прекид. Након што открије да су га родитељи уписали у психијатријску школу, бежи са Мелани, заједно са њеним новим дечком, Џимијем, и њиховим пријатељима, Бум-Бум и Дијегом, да се придруже забави на језеру.
На забави, Кол је сведок доласка нове ученице, Фиби, на језеро, након што је пронашла плишану играчку и упутства до језера. Касније, Колови пријатељи играју игру на чамцу, када Мелани изненада убије Бум-Бум удицом за чамце и сакупља њену крв. Мелани, Џими и Дијего откривају да су чланови култа. Са Бум-Бумином крвљу као жртвом, потребна им је Колова крв као принос „невиног” да би остварили своје жеље. Појављују се и оригинални култисти, Сонја, Алисон, Макс и Џон, који су васкрсли да би могли да учествују у ритуалу до изласка Сунца. Међутим, Фиби се изненада појављује, тражећи бензин за свој џет-ски, и даје Колу мало времена да избегне чланове култа и побегне са Фиби на њеном џет-скију.
Када дође на копно, Кол све објашњава Фиби, која му верује, док их култисти јуре. Сонја прва покушава да их убије, али они је на крају прегазе аутомобилом, који је оставио странац, и одрубе јој главу даском за сурфовање. Алисон их проналази, али је њих двоје заробљавају између уског клина стена и откидају јој главу. Њих двоје се укрцавају у чамац и одлазе, али Макс хвата сплав причвршћен за задњи део чамца и успева да се попне на чамац. Међутим, Фиби га запали конзервом лепљивог канапа и упаљачем, а затим га раскомада пропелером чамца. Дијего и Џими се натприродно распадају када покушавају да одустану од потере за Колом.
Кол и Фиби стижу у Фибину стару породичну колибу, где се сакривају и надају се да ће сачекати током ноћи. У бункеру кабине, Фиби открива Колу да су њени родитељи погинули јер се она залетела у њих у фаталној саобраћајној несрећи. Кол је теши и њих двоје имају секс. Мелани зове Коловог оца, Арчија, који га је тражио заједно са Меланиним оцем, Хуаном, и лажира да је пијана да би он могао да их покупи, надајући се да ће извући Кола из колибе. Кол и Фиби излазе из бункера наоружани самострелима и Џон се случајно убија када се лустер обруши на њега. Арчи даје Колу лек за спавање и одводи га до свог аутомобила, док Мелани убија Хуана мачетом и хвата Фиби.
Док је стао на пумпи, Кол долази свести, закључава Арчија из аута и вози се назад до језера да спасе Фиби. У ували, Мелани држи Фиби као таоца пре него што се појави Кол и добровољно се пријављује да буде жртвован. Би излази из воде и открива да је она била Фибина дадиља која је одговорна за саобраћајну несрећу у којој су погинули Фибини родитељи. Склопила је договор са Ђаволом да спасе Фибин живот у замену за њену душу. Сонја, Алисон, Макс и Џон поново васкрсавају и, заједно са Мелани, пију Колову крв помешану са Бум-Бомином крвљу. Међутим, пошто је Кол имао секс са Фиби, ритуал се преокреће и њих петоро се топе и распадају. Би, која није пила крв, открива да је све наместила како би Фиби и Кол могли да се уједине и поразе култ, пошто се предомислила након Коловог љубавног признања након њеног првобитног пораза. Међутим, пошто је Би технички још увек демон, она пије крв и распада се да спасе њих двоје. Арчи се појављује и, пошто је био сведок Биине смрти, сада верује да је оно што је Кол рекао истина. Док Сунце излази, Кол и Фиби се грле и љубе, док Арчи поносно гледа.

## Улоге
- Џуда Луис као Кол, средњошколац. Цела школа га малтретира јер је покушао да убеди другове из одељења у мистериозни инцидент који се догодио у његовој кући са сатанистичким култом пре две године, због чега људи мисле да је луд. Он такође пати од ПТСП-а и свакодневно узима више лекова.
- Емили Алин Линд као Мелани, Колова пријатељица из детињства и најбоља пријатељица.
- Џена Ортега као Фиби, нова ученица која похађа Колову школу
- Роби Амел као Макс, васкрсли члан култа
- Ендру Бачлор као Џон, васкрсли члан култа
- Хана Меј Ли као Сонја, васкрсли члан култа
- Бела Торн као Алисон, васкрсли члан култа
- Самара Вивинг као Би, тајни вођа ђавољег култа и Колова бивша дадиља.
- Кен Марино као Арчи, Колов отац
- Лесли Биб као Филис, Колова мајка
- Крис Вајлд као Хуан, Меланин отац
- Карл Макдовел као „Велики” Карл Макменус
- Максимилијан Асеведо као Џими, Меланин дечко и члан култа
- Хулиосесар Чавез као Дијего, Меланин пријатељ и члан култа
- Џенифер Фостер као Бум-Бум, Меланина, Џимијева и Дијегова пријатељица.
- Рејмонд Патерсон као господин Норди
- Хелен Хонг као директорка Хајбриџ
- Џејсон Роџел као полицајац Фил
- Скот Макартур као Лирој
- Аманда Черни као Вајолет

## Продукција
У септембру 2019. године, најављено је да ће Џуда Луис, Хана Меј Ли, Роби Амел, Бела Торн, Ендру Бачлор, Емили Алин Линд, Лесли Биб и Кен Марино поновити своје улоге из првог филма у наставку, а Макџи ће режирати по сценарију Макџија, Дена Лагане, Бреда Мориса и Џимија Вордена, а да ће Wonderland Sound and Vision и Boies/Schiller Film Group суфинансирати и продуцирати. Макџи је описао причу као темељену на Фаусту, али са смешним шалама као у филму Мела Брукса. У октобру 2019. године, Џена Ортега се придружила глумачкој екипи у једној од главних улога.
Снимање је почело 2019. године на локацији у Лос Анђелесу.
Одело од сумота које носи Луис је омаж Весу Андерсону.

## Музика
Музику за филм компоновао је Бер Макрири.

## Објављивање
Филм је објављен 10. септембра 2020. године на Netflix-у. Током свог дебитантског викенда, филм је био најгледанији садржај на Netflix-у.

## Пријем
Ране критике за филм су „нагињале негативним”, а критичари су филм назвали „неинспирисаним” и „срамним”.
На Rotten Tomatoes-у, филм је имао оцену одобравања од 49% на основу 41 критике, са просечном оценом 4,90/10. На Metacritic-у има пондерисану просечну оцену од 22 од 100, на основу рецензија 6 критичара, што указује на „генерално неповољне критике”.
Денис Харви из Variety-ја је написао: „Љубитељи оригинала ће га без сумње укључити, очекивајући више врхунске забаве са задовољством, али ће уместо тога добили не-веома-добре ствари.”
Феликс Васкез Млађи из Cinema Crazed-а назвао га је „недостатак, али веома забаван, и добро се забавља са својом крвљу и грозотом као и оригинал”.
Дејвид Ђелмини из Dread Central-а дао му је оцену 4,5 од 5, назвавши га „достојним наставком са пристојном количином крви и неизвесности” и похваливши наступе главних глумаца.

## Будућност
У септембру 2020. године, Макџи је потврдио планове за трећи филм, наводећи да то зависи од успеха филма Краљица смрти.